# آلان جاكوبسون
آلان جاكوبسون (بالإنجليزية: Alan Jacobson)‏ (يوليو 1961)؛ كاتب وروائي أمريكي.

## روابط خارجية
- آلان جاكوبسون على موقع IMDb (الإنجليزية)